# Молодкин, Вадим Борисович
Вадим Борисович Молодкин (укр. Вадим Борисович Молодкін; 23 апреля 1941, Киев — 2 декабря 2022, там же) — украинский физик, член-корреспондент НАНУ.

## Биография
Родился 23 апреля 1941 года в Киеве.
Окончил Киевский университет (1963).
Работал в Институте металлофизики АН Украинской ССР (НАНУ): младший, старший научный сотрудник, учёный секретарь (1972—1978), завотделом теории твёрдого тела (1987—2014), замдиректора по научной работе (1994—2004). С 2014 г. главный научный сотрудник отдела теории твёрдого тела.
По совместительству в 1995—2009 гг. завкафедрой физики фотонных фабрик и космической физики металлов Киевского университета.
Доктор физико-математических наук (1985), профессор (1989), член-корреспондент НАНУ (1992).
Заслуженный деятель науки и техники Украины (2003). Дважды лауреат Государственной премии Украины (1994, 2002).
Умер 2 декабря 2022 года.
Сочинения:
- Классификация дефектов кристалла по их влиянию на дифракцию излучений в рамках динамической теории рассеяния [Текст]. — Киев : [б. и.], 1976. — 43 с.; 20 см. — (Препринт/ АН УССР. Ин-т металлофизики; ИМФ 76-4).
- Квантовая теория каналирования в упорядочивающихся сплавах [Текст]. — Киев : ОНТИ ИМФ, 1979. — 41 с. : ил.; 20 см. — (Препринт / АН УССР, Ин-т металлофизики; ИМФ 1979.8).
- Динамическая теория рассеяния излучений кристаллами с макроскопически однородно распределенными дефектами произвольного типа : диссертация … доктора физико-математических наук : 01.04.07. — Киев, 1984. — 335 с. : ил.
- Динамическое рассеяние рентгеновских лучей реальными кристаллами / Л. И. Даценко, В. Б. Молодкин, М. Е. Осиновский; АН УССР, Ин-т полупроводников, Ин-т металлофизики. — Киев : Наук. думка, 1988. — 195,[3] с. : ил.; 21 см; ISBN 5-12-009296-9
- Влияние диффузного рассеяния на эффект Бормана // Физика металлов и металловедедение. 1967. Т. 24, № 3; Динамическая теория рассеяния в неупорядоченных сплавах // Там же. 1968. Т. 25, № 3; Динамическая теория диффузного рассеяния электронов слабо искаженными кристаллами // Там же. 1969. Т. 27, № 4